# Sankt Peter am Ottersbach
Sankt Peter am Ottersbach là một đô thị thuộc huyện Radkersburg thuộc bang Steiermark, nước Áo. Đô thị Sankt Peter am Ottersbach có diện tích 35,48 km², dân số thời điểm cuối năm 2005 là 2281 người.